# 湿生冷水花
湿生冷水花（学名：Pilea aquarum）是荨麻科冷水花属的植物。分布于中国大陆的江西、广东、福建、四川、湖南等地，生长于海拔350米至1,500米的地区，常生长在山沟水边阴湿处，目前尚未由人工引种栽培。

## 异名
- Pilea aquarum Dunn ssp. acutidentata C. J. Chen
- Pilea aquarum Dunn ssp. brevicornuta (Hayata) C. J. Chen
- Pilea brevicornuta Hayata